# Vestalia
De Vestalia was in de Romeinse oudheid een feest dat gevierd werd op 9 juni, ter ere van de godin Vesta. Er is maar weinig bekend over deze feesten en het is dan ook een omstreden onderwerp.
De dies circa Vestalia (dagen rond de Vestalia: 7 tot 15 juni) waren dies religiones (getaboëiseerde dagen), waarop men geen huwelijk mocht afsluiten. Bovendien mocht de Flaminia Dialis (echtgenote van de Flamen Dialis) geen gemeenschap hebben met haar echtgenoot gedurende deze periode. De Sacerdotes Vestales deelden tijdens de Vestalia mola salsa (speltdeeg gemaakt van spelt en zout) uit als februa (rituele reinigingsmiddelen).
Het festival werd afgesloten op 15 juni, op de dag genaamd Quando Stercus Delatum, Fas (Q. ST. D. F.), waarbij de Vestalinnen penus Vestae aperitur (d.i. het weggooien van de vervallen goederen van de penus Vestae in of nabij de Tiber; het is een rituele reiniging en sluiting van de voorraadskamer).

## Interpretaties
Sommigen menen dat op deze dag de matronae op bedevaart gingen naar het Aedes Vestae, die anders nooit geopend werd. Ze baseren zich hiervoor op één enkele passage van Ovidius (Fasti VI 395-416.) die erg ambigue en moeilijk te begrijpen is, alsook op het feit dat de Matronalia binnen de dies circa Vestalia vielen, maar hier is het verband zeer onduidelijk.
Gerhard Radke stelt echter dat op de Vestalia de mundus (put die gedacht wordt in verbinding te staan met de onderwereld) die hij onder de Aedes Vestae meent te mogen situeren, werd opgezet, wat de met taboe beladen dies circa Vestalia zou verklaren.
Hoe het ook zij, vanaf de 2e eeuw v.Chr. werden de Vestalia beschouwd als een populair feest van bakkers, waarbij molens en molenezels bekranst werden. Dit stond zeker in verband met de mola salsa die van in het begin werd uitgedeeld tijdens de Vestalia.

## Referentie
- G. Radke, art. Vesta, in KP5 (1975), klm. 1227-1229.